# Dasineura tamaricicarpa
Dasineura tamaricicarpa är en tvåvingeart som beskrevs av Fedotova 1983. Dasineura tamaricicarpa ingår i släktet Dasineura och familjen gallmyggor.
Artens utbredningsområde är Kazakstan. Inga underarter finns listade i Catalogue of Life.